# Neurotypisk
Neurotypisk eller NT är en term som utvecklades av personer med någon variant av autism, för att beteckna personer som inte hade en autismliknande neurologisk struktur. En person som är neurotypisk är en neurotyp. Att använda begreppet neurotypisk är att ifrågasätta det implicit positiva med detta tillstånd, och det implicit negativa med olika autismspektrumtillstånd. Ordet har senare kommit att beteckna de medlemmar av befolkningen som inte har något neuropsykiatriskt funktionshinder, som ADHD eller autism alternativt en funktionsförhöjning, som högkänslighet eller särskild begåvning.
Begreppet går i linje med ordet funktionsvariant. Man vill påpeka att det som är vanligast inte nödvändigtvis är mer "normalt" eller "friskt". Användandet av dessa ord om neurotypa personer leder logiskt till att personer med autismspektrumtillstånd (eller annan avvikande funktionsvariation) måste vara "sjuka" eller "onormala", vilket är negativt laddade begrepp. Termen används ofta av personer som inte vill betrakta sina diagnoser, såsom Aspergers syndrom, högfungerande autism och ADHD, som de funktionshinder den gängse termen neuropsykiatriska funktionsnedsättningar ger vid handen. De vill poängtera vikten med att vara nöjd med sig själv, och att deras tillstånd även har fördelar som de inte skulle vilja byta bort för att bli neurotypiska.
På internet är användandet av uttrycket neurotyp, eller "NT", avseende "normalbefolkningen" vedertaget i vida kretsar av personer med AS, HFA och ADHD.
Neurotypisk, som en specifik term för dess originalsyfte inom autistiska grupper, har ersatts av vissa med begreppet "allistisk", eller "nytypisk" (försvenskningar av allistic & nypical), vilka har samma betydelse som neurotypisk hade från början. Dessa termer refererar alltså till de som inte är autistiska och inte har någon annan form av neurologisk avvikelse, även om de kan vara neurologiskt atypiska på något vis.

## Kritik mot begreppet
Begreppet har fått kritik för att det inte är möjligt att exakt separera neurotypiska mot de med otypisk neurologi, till följd av att drag av ADHD och autism är brett fördelade genom befolkningen. Begreppet har också fått kritik till följd av att det inte existerar någon given "normal" neurologi alls.